# Contabilidade de custo real
A Contabilidade de Custo Real (TCA na sigla em inglês) é uma abordagem contábil que mede e valoriza os impactos ocultos das atividades económicas no meio ambiente, na sociedade e na saúde. A CCR também é conhecida como “contabilidade de custos totais” (CCT) ou “contabilidade de capital múltiplo (CCM)”. A abordagem vai além do pensamento puramente económico com o objetivo de melhorar a tomada de decisões em organizações comerciais e em políticas públicas. Inclui a contabilização do capital natural, capital humano, capital social e capital produzido.
A abordagem da Contabilidade de Custo Real pode ser aplicada a todos os setores da economia. O objetivo é revelar os impactos das atividades económicas na sociedade como um todo, além dos custos privados diretamente incorridos por produtores e consumidores. Podem ser impactos ambientais, de saúde ou sociais que não se refletem nos preços de mercado dos produtos e serviços, ou seja, não estão incluídos nas contas de lucros e perdas operacionais, sendo por isso considerados ocultos. A Contabilidade de Custo Real é de particular relevância para sistemas agroalimentares (produtos agrícolas alimentícios e não alimentícios), onde custos ocultos podem ser substanciais. Na verdade, grande parte do desenvolvimento da CCR ocorreu historicamente no contexto da alimentação.